# Az én XX. századom
Az én XX. századom é um filme de drama húngaro de 1989 dirigido e escrito por Ildikó Enyedi. Foi selecionado como representante da Hungria à edição do Oscar 1990, organizada pela Academia de Artes e Ciências Cinematográficas.

## Elenco
- Dorota Segda - Dóra / Lili / Anya
- Oleg Yankovskiy - Z
- Paulus Manker - Weininger Ottó
- Péter Andorai - Thomas Edison
- Gábor Máté - K
- Gyula Kéry - ékszerész
- Andrej Schwartz - Segéd
- Sándor Téri - Huszár
- Sándor Czvetkó - Anarchista fiú
- Endre Koronczi - Lift
- Ágnes Kovács - Iker
- Eszter Kovács - Iker